# ازگی دیلیک
ازگی دیلیک (انگلیسی: Ezgi Dilik؛ زادهٔ ۱۲ ژوئن ۱۹۹۵) بازیکن والیبال اهل ترکیه است.
از باشگاه‌هایی که در آن بازی کرده‌است می‌توان به باشگاه والیبال زنان فنرباغچه اشاره کرد.